# براون هاوس

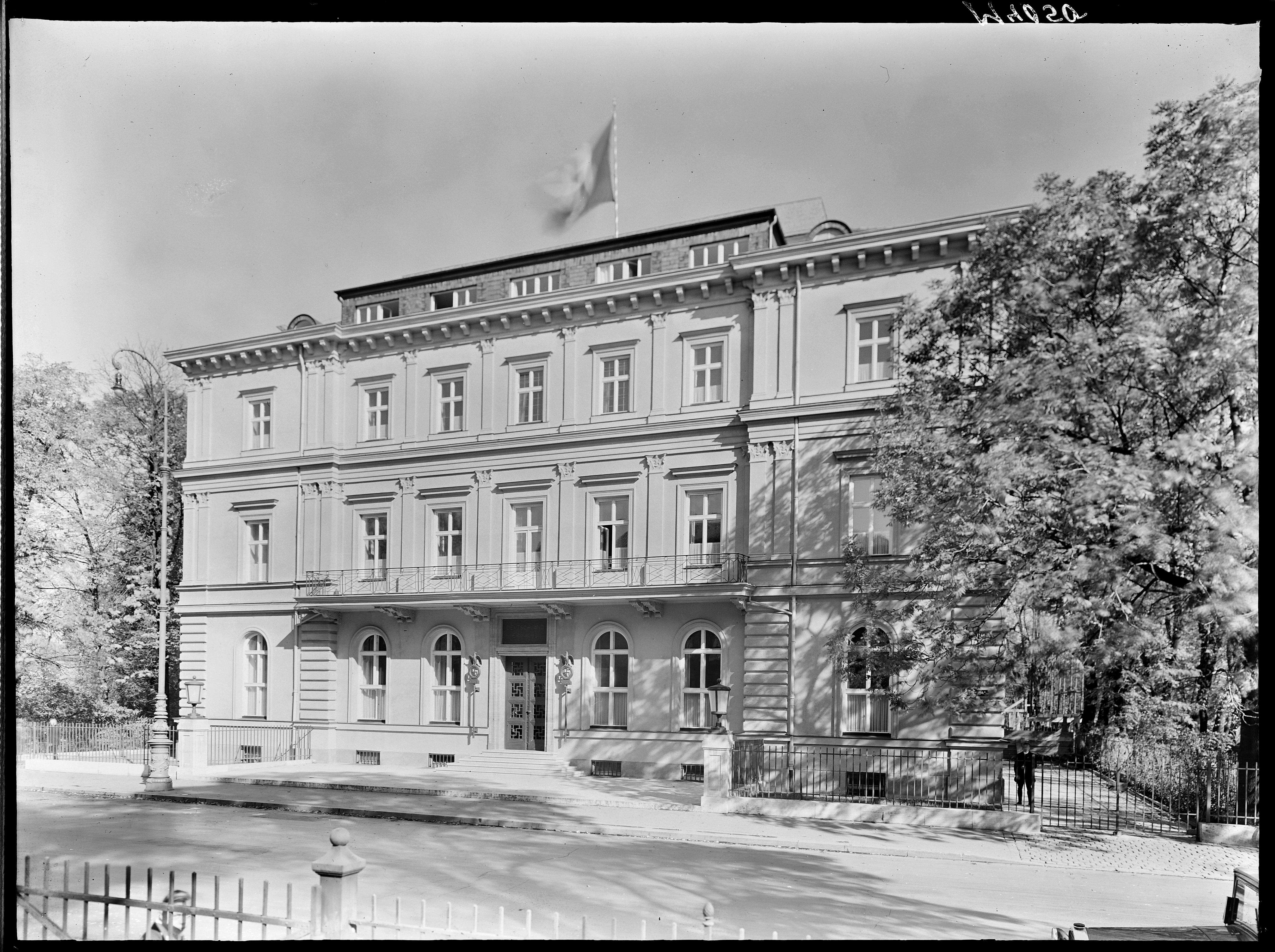
براون هاوس، مقر اصلی حزب ناسیونال سوسیالیست کارگران آلمان در خیابان برینر در مونیخ حوالی سال ۱۹۳۲. این ساختمان در سال ۱۸۲۸ ساخته شده بود و در سال ۱۹۳۰ بازسازی و سرانجام در سال‌های ۱۹۴۵–۱۹۴۳ ویران شد. عکس از: NARA

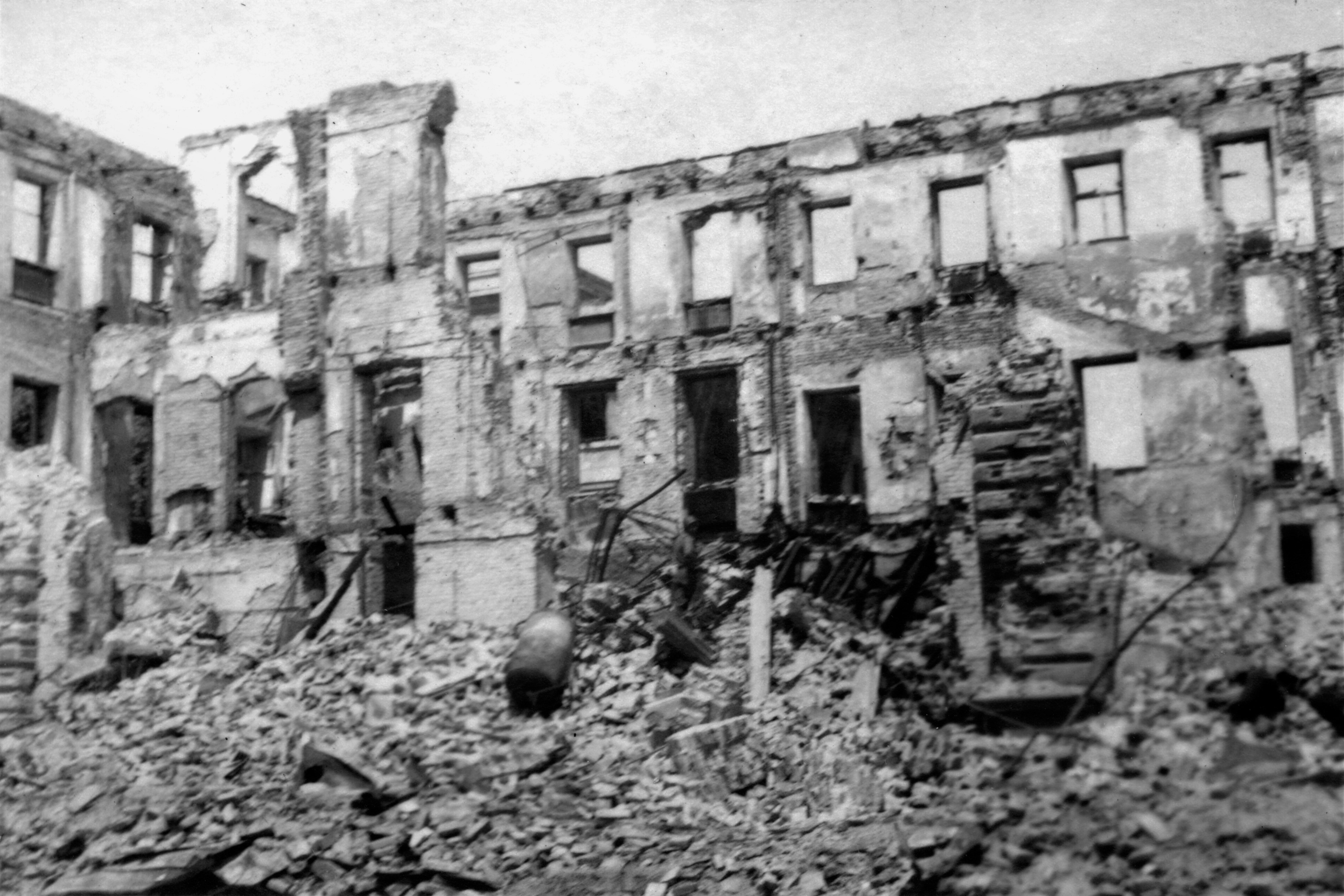
ویرانهٔ براون هاوس در سال ۱۹۴۵

براون هاوس (آلمانی: Braunes Haus) نام عمارتی بود در شهر مونیخ، که میان میدان کارولینن و کونیشس واقع شده و معروف به کاخ بارلو بود و در سال ۱۹۳۰ برای نازی‌ها خریداری شد. آنها این ساختمان را به مقر اصلی حزب ناسیونال سوسیالیست کارگران آلمان (NSDAP) تبدیل کردند. نام این عمارت از رنگ لباس‌های اولیه حزب نازی گرفته شده‌است که قهوه ای بودند (برای جزئیات بیشتر به رنگ سیاسی مراجعه کنید). بسیاری از نازی‌های پیشرو، از جمله آدولف هیتلر، دفاتر خود را در طول حیات حزب در این ساختمان حفظ کردند. براون هاوس در خلال جنگ جهانی دوم توسط بمباران نیروهای متفقین ویران شد.
هاینریش هیملر رئیس تیم محافظت و امنیت خانه براون بود.